# Skógar

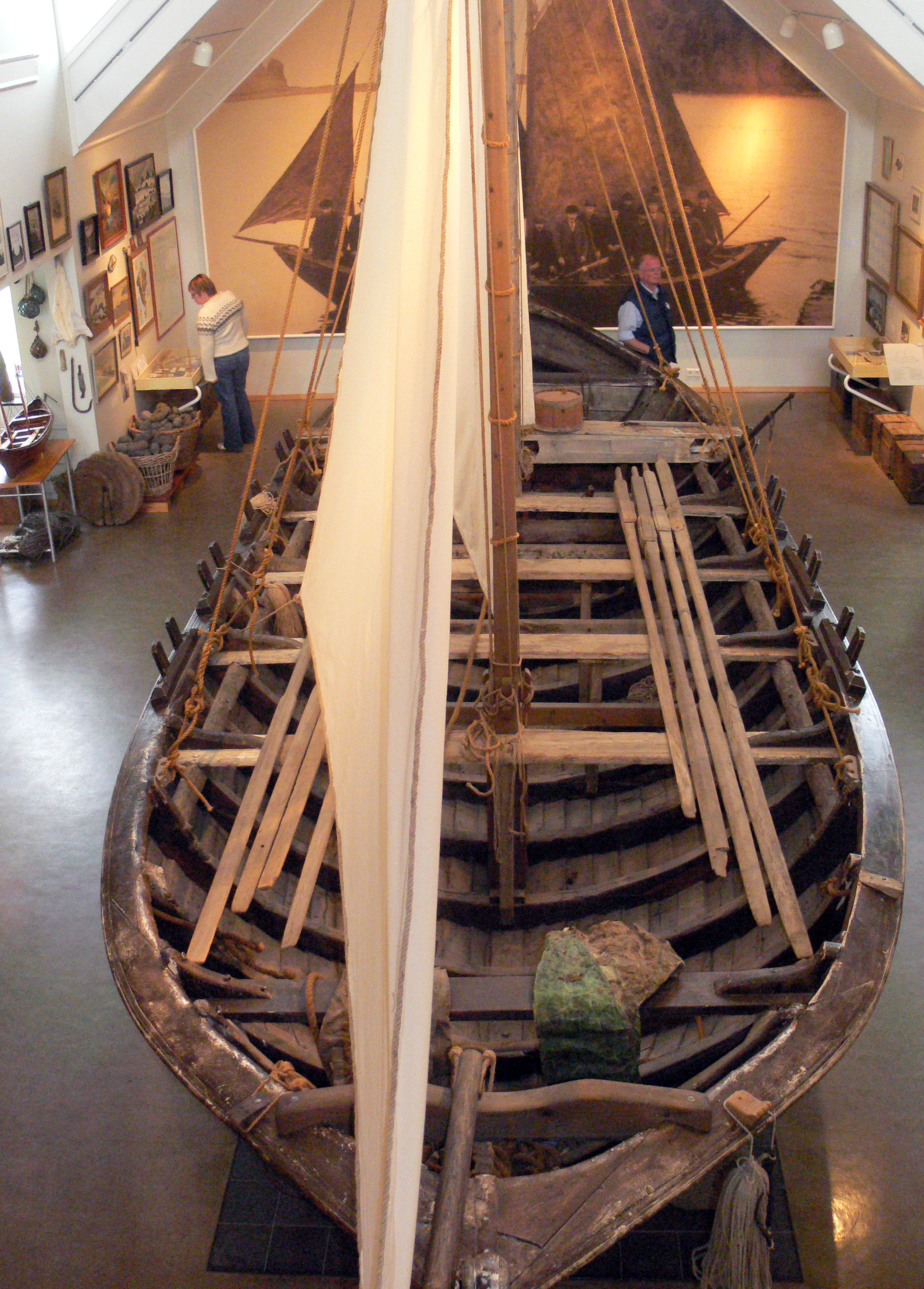
Pétursey, das Fischerboot im Museum

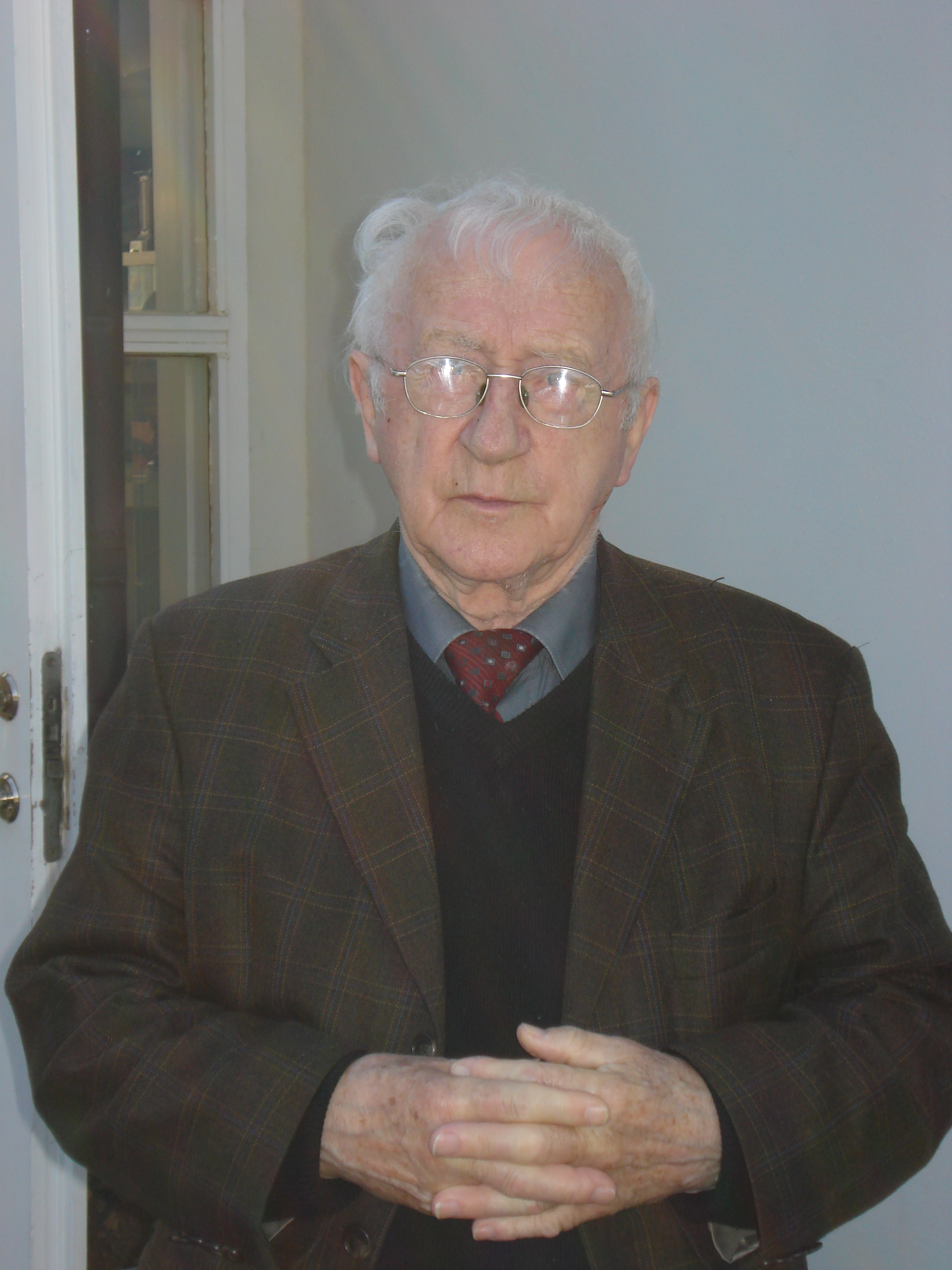
Museumsgründer Þórður Tómasson

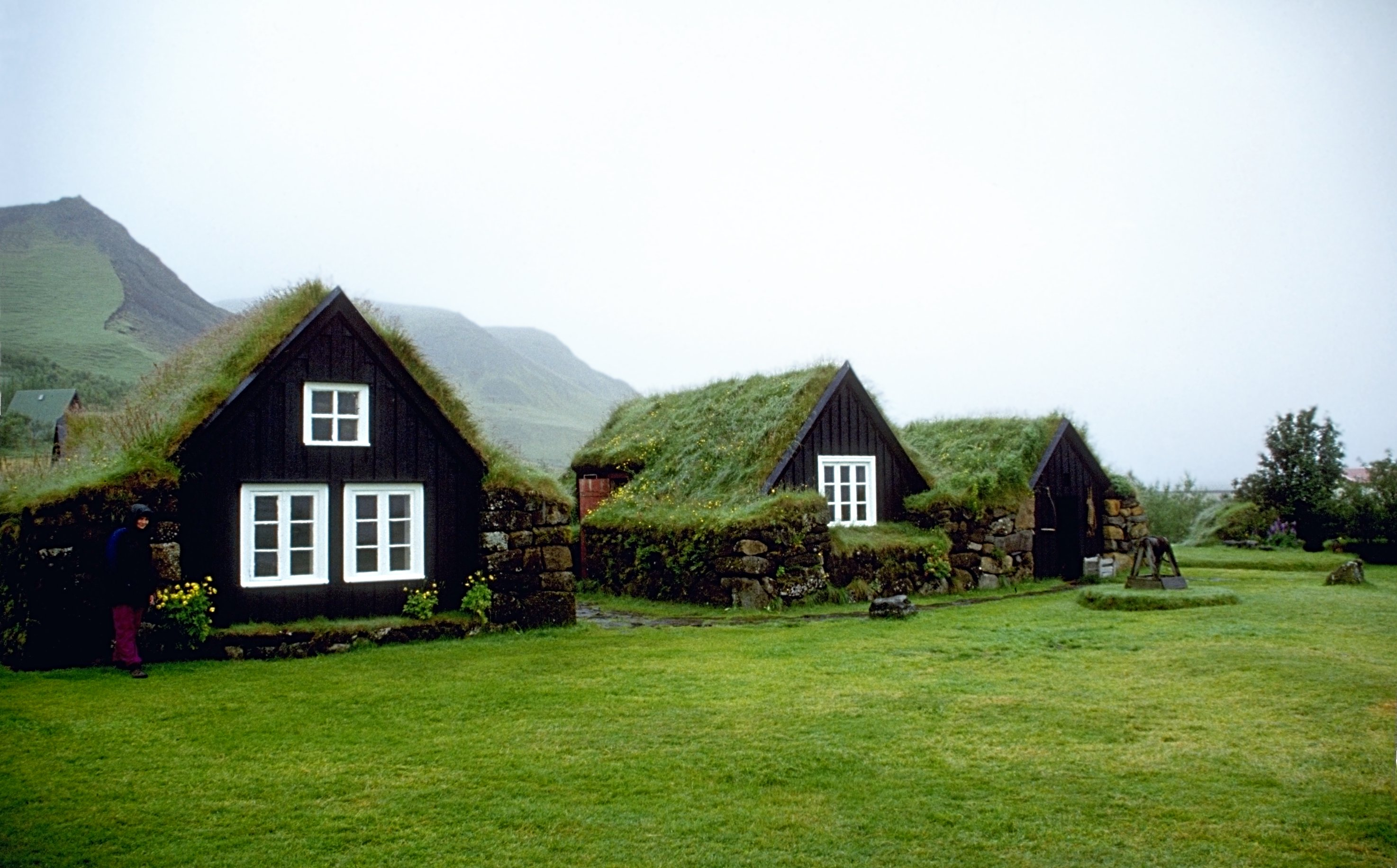
Museum von Skógar

Skógar ([ˈskouːar], isl. „Wälder“) ist ein kleiner Ort in der südisländischen Gemeinde Rangárþing eystra mit 25 Einwohnern und liegt 4 m über Meereshöhe.

## Zum Ort
Skógar ist 154 Straßenkilometer von Reykjavík entfernt und liegt zwischen den Gletschervulkanen Eyjafjallajökull und Mýrdalsjökull.
Hier finden sich die Bezirksschule und ein Regionalmuseum. Der Fluss Skógá mündet einige Kilometer entfernt ins Meer.
Der Name des Ortes deutet darauf hin, dass die Gegend in früherer Zeit vermutlich bewaldet gewesen ist.
Die bekannteste Sehenswürdigkeit des Ortes ist der 60 m hohe Wasserfall Skógafoss.

## Verkehr
Der Ort liegt an der Fernbuslinie 51 von Straeto.
Von Skógar aus beginnt der Wanderweg Laugavegur, der über den Fimmvörðuháls und über Þórsmörk bis nach Landmannalaugar führt.

## Freilicht- und Heimatmuseum: Byggðasafnið að Skógum
In Skógar befindet sich das ganzjährig geöffnete Heimat- und Freilichtmuseum Byggðasafnið í Skógum, das im Jahre 1949 gegründet wurde.
Museumsdirektor war Þórður Tómasson (* 28. April 1921, † 27. Januar 2022).
Er hat auch noch im Ruhestand selbst die Gäste durch die Sammlungen geführt und sprach neben Englisch und anderen Sprachen auch Deutsch.
Man findet dort im Stil der Zeit eingerichtete Torfhöfe und andere Gebäude, meist aus dem 19. Jahrhundert, eine Kirche und eine kleine Schule. Auch ein Verkehrsmuseum mit einer großen Halle voller Autos, Boote und kleiner Flugzeuge sowie ein größeres Museumsgebäude mit Gebrauchsgegenständen, Kunsthandwerklichem und Kunstwerk befinden sich dort.
Ein anschauliches Ausstellungsstück im Museum ist die Fjalaköttur (Brettkatze), bei der ein schwerer Stein auf einem Brett als Mausefalle fungiert. Sie wird auch vorgeführt. Ein weiteres Ausstellungsstück sind die aus Wolle gestrickten Hammel-Kondome und die Kuhblase, die in früheren Zeiten zur Wettervorhersage verwendet wurde. Eine weitere Hauptrolle spielt der besegelte Achtruderer Pétursey (nach einem Inselberg in der Nähe), der in früheren Zeiten zum Fischfang diente.